# Trabzon (tartomány)
Trabzon tartomány Törökország egyik tartománya a Fekete-tengeri régióban, székhelye Trabzon városa. Nyugaton Giresun, délnyugaton Gümüşhane, délkeleten Bayburt, keleten Rize határolja. A tartományban kis számban élnek pontuszi görögök.

## Demográfiai adatok
Trabzon tartományban 1935-ben a férfiak 28%-a, a nők 3,7%-a tudott írni és olvasni, 2000-ben a férfiak 95,9%-a, a nők 81,1%-a.
| Év   | Népesség |
| ---- | -------- |
| 1927 | 293 055  |
| 1935 | 360 679  |
| 1940 | 390 733  |
| 1945 | 395 384  |
| 1950 | 420 279  |
| 1955 | 462 249  |
| 1960 | 532 999  |
| 1965 | 595 782  |
| 1970 | 659 120  |
| 1975 | 719 008  |
| 1980 | 731 045  |
| 1985 | 786 194  |
| 1990 | 795 849  |
| 2000 | 975 137  |
| 2007 | 740 569  |

## Körzetek
A tartománynak 18 körzete van:
| - Akçaabat - Araklı - Arsin - Beşikdüzü - Çarşıbaşı - Çaykara - Dernekpazarı - Düzköy - Hayrat | - Köprübaşı - Maçka - Of - Şalpazarı - Sürmene - Tonya - Trabzon - Vakfıkebir - Yomra |